# 守夜 (2015年電影)
《守夜》（Jamais de la vie）是法国导演皮埃尔·祖利维执导的法语剧情片，法国和比利时联合出品。2015年4月8日在法国、4月29日在比利时上映，同年6月获得上海电影节金爵奖最佳影片。

## 剧情
讲述巴黎郊区贫民窟的一个购物中心的守夜人弗兰克与一帮抢劫团伙较量的故事。